# Cartes du ciel
Cartes du Ciel es un programa planetarium libre para Linux y Microsoft Windows.
Este programa permite consultar la posición de objetos como cometas, asteroides, galaxias y descarga de imágenes de la web SKYVIEW.
Para ello permite la descarga de los elementos orbitales del MPC, y consultas en la base de datos de SIMBAD.
También permite la descargas de catálogos de estrellas como el USNO.
Permite el control de telescopios usando ASCOM.
Este programa es considerado uno de los mejores programas gratuitos de astronomía, así está valorado en el prestigioso portal de software astronómico Astrotips.com
como el programa más popular y mejor valorado